# Primærrute 54
Primærrute 54 er en hovedvej, der går fra det vestlige Næstved til Sydmotorvejen E47/E55 ved Rønnede.

## Forløb
Primærrute 54 starter vest for Næstved ved rundkørslen med Vestre Ringvej/Slagelsevej og Primærrute 22 . Herfra begynder Primærrute 54 som Ring Nord og 2+1 sporet motortrafikvej, der forløber nordvest og nord om Næstved frem til rundkørslen Ring Øst og Landevejen. Primærrute 54 fortsætter videre ad Landevejen som 2 sporet hovedvej gennem Holme-Olstrup og Boserup frem til Sydmotorvejen E47/E55 og frakørsel 37. Primærrute har en længde på ca. 19,3 km.
Den 27. september 2013 tog transportministeren Pia Olsen Dyhr det første spadestik til den nye omfartsvej og Primærrute 54 nord om Næstved. Første etape på 4 km mellem Køgevej og Ringstedgade åbnede for trafik den 24. november 2015, mens anden etape på 3 km mellem Ringstedgade og Slagelsevej åbnede 30. oktober 2016.

## Vejens klassificering
Primærrute 54 en statsvej på hele strækningen. Hele Primærrute 54 er klassificeret som hovedvej efter færdselsloven.
De offentlige veje inddeles fra 2015 efter vejloven i statsveje og kommuneveje, mens de tidligere blev klassificeret i hovedlandeveje, landeveje og kommuneveje. Betydningen for en vejs klassificering som statsvej eller kommunevej er først og fremmest af administrativ karakter. Statsvejene administreres af Vejdirektoratet, mens kommunevejene administreres af kommunerne. Det er vejmyndighedens ansvar at holde sine offentlige veje i den stand, som trafikkens art og størrelse kræver. Klassifikationen som statsveje og kommuneveje har ikke betydning for Danmarks overordnede rutenummererede vejnet med Europavejsruter, Primærruter eller sekundærruter, der administreres af Vejdirektoratet i samarbejde med kommunerne. Kun veje udlagt som Europavejsruter og Primærruter kan udlægges som hovedveje efter færdselsloven.

## Fremtid
En bred trafikaftale i 2017 fastlagde en opgradering af Primærrute 54 i form af Næstvedmotorvejen mellem det nordøstlige Næstved og Sydmotorvejen. Men primo 2021 er der ikke vedtaget nogen anlægslov og bevilling til en evt. motorvej mellem Næstved og Rønnede.